# Ice (sat)
Ice-Aatch (ice satovi) ime je linije dizajnerskih satova tvrtke TKS S.A. iz belgijskog grada Bastogne. Koncept je nastao 2007. godine, kada su prvi satovi su bili izašli s proizvodne linije u Bastogne. Tvrtka TKS S.A. uzela je dijelove koje su bile dostupne na tržištu i oko tih standardnih komponenti dizajnirali su kućišta i narukvice od polikarbonata obojene u raznim žarkim i fluro bojama. Satovi su imali raspon cijena 60 i 80 eura, tako da zbog pristupačne cijene, dobrog dizajna i kvalitete postali su jako traženi na tržištu. Do kraja 2010. godine prodano je preko 3 milijuna komada, a distribucijska mreža se raširila na preko 80 zemalja u svijetu. Ice satovi koriste Miyota mehanizame na kinetičko navijanje.

## Linije
- Classic Clear
- Classic Solid
- Classic Fluo
- Classic Pastel
- Ice-Jelly
- Sili Forever
- Ice-Summer
- Ice-Winter
- F*** Me I’m Famous
- Ice-White
- Ice-Love
- Ice-Chocolate
- Ice-Blue
- Chrono
- Ice-Chrono
- Ice-Chrono Matt
- Stone PC
- Stone stili
- Stone Tycoon
- Stone Multifunction
- Ice-Army
- XXL

## Vanjske poveznice
- Službene stranice za Ice-Watch